# Tokyo Indoor 1992
Il Tokyo Indoor 1992 è stato un torneo di tennis giocato sintetico indoor. È stata la 15ª edizione del Tokyo Indoor, che fa parte della categoria Championship Series nell'ambito dell'ATP Tour 1992. Si è giocato a Tokyo in Giappone dal 12 al 18 ottobre 1992.

## Campioni

### Singolare maschile
Ivan Lendl ha battuto in finale  Henrik Holm con il punteggio di 7–6(7), 6–4

### Doppio maschile
Todd Woodbridge /  Mark Woodforde hanno battuto in finale  Jim Grabb /  Richey Reneberg con il punteggio di 7–6, 6–4